# WASP-4 b
WASP-4b — экзопланета в созвездии Феникса, в 851 световых годах от Земли. Планета была обнаружена на орбите звезды WASP-4 в октябре 2007 года. Масса и радиус планеты свидетельствуют о том, что это газовый гигант, подобный Юпитеру. Из-за близости к родительской звезде, планета имеет высокую температуру (около 1650 K) и классифицируется как короткопериодический горячий юпитер.
WASP-4b — первая планета, обнаруженная с помощью SuperWASP в Южной Африке.